# Johannes Thingnes Bø
Johannes Thingnes Bø (Stryn, Noruega, 16 maig del 1993) és un biatleta noruec. Entre els seus resultats destaquen la medalla d'or a la prova individual als Jocs Olímpics d'Hivern de 2018 així com múltiples victòries a les diferents proves de la copa del món de Biatló des de 2013. És germà menor del també biatleta noruec Tarjei Bø.